# Кубок Андорри з футболу 2002
Кубок Андорри з футболу 2002 — 10-й розіграш кубкового футбольного турніру в Андоррі. Переможцем вперше став Лузітанос.

## Календар
| Раунд      | Дата              | Матчі | Клуби |
| ---------- | ----------------- | ----- | ----- |
| 1/4 фіналу | 12-13 травня 2002 | 4     | 8 → 4 |
| 1/2 фіналу | 26 травня 2002    | 2     | 4 → 2 |
| Фінал      | 2 червня 2002     | 1     | 2 → 1 |

## 1/4 фіналу
| Команда 1      | Рахунок | Команда 2                   |
| -------------- | ------- | --------------------------- |
| 12 травня 2002 |         |                             |
| Санта-Колома   | 2:3     | Лузітанос                   |
| Ранжерс        | 2:3     | Принсіпат                   |
| Сан-Жулія      | 3:4     | Інтер (Ескальдес-Енгордань) |
| 13 травня 2002 |         |                             |
| Енкамп         | 3:1     | Спортінг (Ескальдес)        |

## 1/2 фіналу
| Команда 1      | Рахунок | Команда 2                   |
| -------------- | ------- | --------------------------- |
| 26 травня 2002 |         |                             |
| Енкамп         | 0:1     | Лузітанос                   |
| Принсіпат      | 1:2     | Інтер (Ескальдес-Енгордань) |

## Фінал
| 2 червня 2002 |

| Лузітанос | 2:0 | Інтер (Ескальдес-Енгордань) |
| --------- | --- | --------------------------- |
|           |     |                             |

| Комуналь д'Айшовалль, Айшоваль |